# Bacău (distrito)

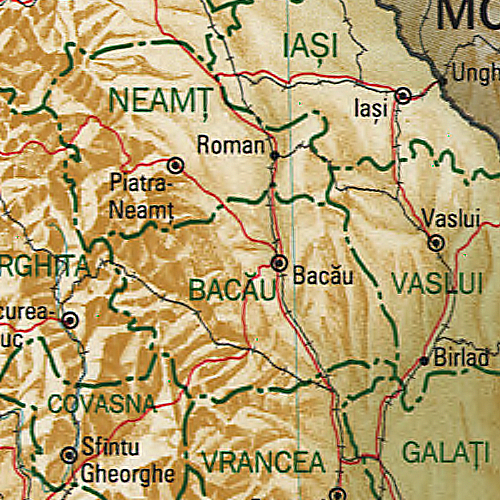
Mapa de Bacău.

Bacău é um județ (distrito) da Romênia, na região da Moldávia. Sua capital é o município de Bacău.

## Demografia
Em 2002, Bacău possuía uma população de 706.623 habitantes e uma densidade demográfica de 113 hab./km².

### Grupos étnicos
- Romenos - mais de 97,5%[1]
- Ciganos - 1,7%
- Húngaros/Csangos - 0,6%

De acordo com o censo de 2002, os húngaros csángó (em romeno:  ceangăi) totalizavam 5.100 pessoas (0,6%). Algumas estatísticas indicam o número total de csángós em torno de 70.000.

### Evolução da população
| \| ano \| população[3] \| \| ---- \| ------------ \| \| 1930 \| 375.035 \| \| 1948 \| 414.996 \| \| 1956 \| 507.937 \| \| 1966 \| 598.321 \| \| 1977 \| 667.791 \| \| 1992 \| 737.512 \| \| 2002 \| 706.623 \| |           |
| ano | população |
| 1930 | 375.035   |
| 1948 | 414.996   |
| 1956 | 507.937   |
| 1966 | 598.321   |
| 1977 | 667.791   |
| 1992 | 737.512   |
| 2002 | 706.623   |

## Geografia
O distrito possui área total de 6.621 km².
No oeste do distrito estão as montanhas dos Cárpatos Orientais. Aqui, ao longo dos vales do rio Oituz e rio Trotuș existem duas importantes ligações entre a região da Moldávia e a Transilvânia. Para o leste as altitudes diminuem e o ponto mais baixo pode ser encontrado no vale do rio Siret, que corta o distrito ao meio, de norte a sul. Do lado leste está o Planalto Moldaviano atravessado por vários pequenos rios.

### Limites
- Vaslui a leste;
- Harguita e Covasna a oeste;
- Neamț ao norte;
- Vrancea ao sul.

## Economia
O distrito de Bacău foi uma das regiões mais industrializadas no período comunista e permanece o centro industrial mais importante da região da Moldávia desde então. Existem duas grandes refinarias de petróleo em Onești e Dărmănești. Após o colapso do regime comunista, Bacău continuou a ser a região de maior PIB, mas o distrito se tornou mais famoso pelas figuras controvertidas envolvidas na economia local do que pela sua perforance.
As indústrias predominantes do distrito são:
- Indústria química e petrolífera;
- Indústria alimentícia;
- Indústria de materiais de construção;
- Indústria madeireira e de papel;
- Indústria têxtil;
- Indústria de componentes mecânicos;
- Indústria aeronáutica.

No distrito de Bacău existem importantes reservas de petróleo e sal. O Carvão também é explorado.

## Turismo
Os principais destinos turísticos do distrito são:
- As cidades de Bacău e Onești;
- Os resorts:
  - Slănic Moldova
  - Poiana Sărată
  - Târgu Ocna
  - Poiana Uzului
- Os Montes Nemira.

## Pessoas famosas
- Gabriela Adameșteanu
- Vasile Alecsandri
- George Bacovia
- Raluca Belciu
- Radu Beligan
- Nadia Comaneci
- Loredana Groza
- Alexandru Piru
- Ion Rotaru
- Marcus Solomon
- Ion Talianu
- Tristan Tzara
- Gabriela Vrânceanu Firea

## Brasões

Brasão atual
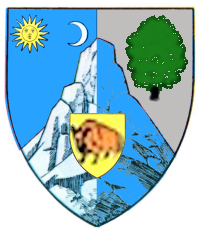
Brasão usado até 3 de março de 2008
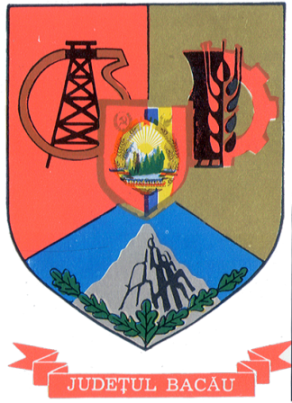
Brasão no período comunista
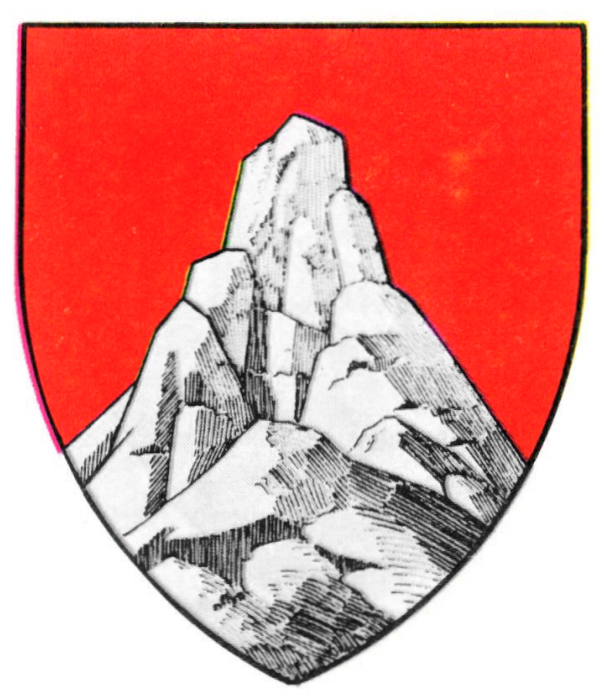
Brasão no período entreguerras

## Divisões administrativas
O distrito possui 3 municípios, 5 cidades e 85 comunas.

### Municípios
- Bacău
- Onești
- Moinești

### Cidades
- Comănești
- Buhuși
- Dărmănești
- Târgu Ocna
- Slănic Moldova

### Comunas
| - Agăș - Ardeoani - Asău - Balcani - Berești-Bistrița - Berești-Tazlău - Berzunți - Bârsănești - Blăgești - Bogdănești - Brusturoasa - Buciumi - Buhoci - Cașin - Căiuți | - Cleja - Colonești - Corbasca - Coțofănești - Dămienești - Dealu Morii - Dofteana - Faraoani - Filipeni - Filipești - Găiceana - Ghimeș-Făget - Gârleni - Glăvănești - Gioseni | - Gura Văii - Helegiu - Hemeiuș - Huruiești - Horgești - Izvoru Berheciului - Itesti - Letea Veche - Lipova - Livezi - Luizi-Călugăra - Măgirești - Măgura - Mănăstirea Cașin - Mărgineni | - Motoșeni - Negri - Nicolae Bălcescu - Odobești - Oituz - Oncești - Orbeni - Palanca - Parava - Pâncești - Parincea - Pârgărești - Pârjol - Plopana - Podu Turcului | - Poduri - Prăjești - Racova - Răcăciuni - Răchitoasa - Roșiori - Sascut - Sănduleni - Sărata - Săucești - Scorțeni - Secuieni - Solonț - Stănișești - Strugari | - Ștefan cel Mare - Tamași - Tătărăști - Târgu Trotuș - Traian - Ungureni - Urechești - Valea Seacă - Vultureni - Zemeș |

## Política

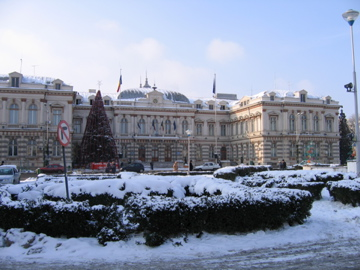
Assembléia do Distrito na capital, Bacău.

Bacău tornou-se famoso após eleger Ilie Ilașcu do Partido da Grande Romênia como seu senador, enquanto ele estava preso em uma prisão na Transnístria.